# 三井愛梨
三井 愛梨（みつい あいり、2004年6月12日 - ）は、日本の女子競泳選手。

## 経歴
横浜市立あざみ野中学校、桐蔭学園高等学校卒、法政大学在学中。
マネジメントは株式会社HLBスポーツ。スポンサーはMIZUNO、uFitの2社。
中学時代は全国中学校体育大会に3年連続で出場し、100mバタフライと200mバタフライで優勝した。
2022年8月のジュニアパン・パシフィック水泳選手権では100mバタフライ2位、200mバタフライでは優勝を果たす。
2022年12月に開催された世界短水路選手権の200mバタフライでは6位入賞を果たした。
2023年日本選手権の200mバタフライでは派遣標準記録を突破する2分06秒77で優勝し、2023年世界水泳選手権代表に内定した。
2024年パリオリンピック競泳女子200メートルバタフライでは、準決勝で2分8秒71のタイムで全体の11位となり決勝には進出できなかった。